# Kloaschaualm
Die Kloaschaualm (auch Kloo-Ascher-Alm) ist eine Schutzhütte der Sektion Oberland des Deutschen Alpenvereins (DAV). Sie liegt im Landkreis Miesbach bei Bayrischzell in Deutschland. Es handelt sich um eine Selbstversorgerhütte ohne Bewirtschaftung.

## Geschichte
Einen guten Grund zum Feiern gab es auf der Kloaschaualm, deren festliche Einweihung nach der Renovierung unter Oberländer Obhut am 9. Mai 2009 begangen wurde. Dem Hüttenreferent ist es mit seinen Leuten gelungen, ein Kleinod weitgehend zu erhalten und zu sanieren.

## Lage
Die Hütte liegt auf einer Höhe von 887 m ü. NHN und ist umgeben von Wiesenflächen im Kloo-Ascher-Tal (auch Kloaschautal genannt), einem Seitental in der Nähe von Bayrischzell, zwischen Ursprungpass und Elendsattel. Im Winter führt eine Langlaufloipe vom Langlaufzentrum Bayrischzell direkt an der Hütte vorbei.

## Zugänge
Vom Langlaufparkplatz ist die Hütte zu Fuß über einen gut ausgebauten Forstweg in rund 45 min zu erreichen. Es sind etwa zwei Kilometer zu gehen.

## Nachbarhütten
- Almbad Sillberghaus (1100 m), Gehzeit 2 Std.
- Taubensteinhaus (1567 m)
- Schönfeldhütte (1410 m)
- Siglhütte (1353 m)
- Blecksteinhaus (1022 m)
- Rotwandhaus (1737 m), Gehzeit 3 Std.
- Benzingalm (1345 m)
- Gasthaus Valepp (872 m), Gehzeit 3,5 Std.
- Albert-Link-Hütte (1053 m), Gehzeit 4,5 Std.
- Erzherzog-Johann-Klause (814 m), 4,5 Std.[3]

## Tourenmöglichkeiten und Gipfel
- Rotwand (1884 m) von der Kloaschaualm, 17,9 km, Gehzeit 7,7 Std.
- Auerspitz (1810 m) und Maroldschneid (1688 m) von der Kloaschaualm, 20,7 km, Gehzeit 9 Std.
- Auerspitz (1810 m), Gehzeit 4:5 Std.
- Aus dem Ursprungtal über den Ostgrat auf die Krenzspitze, 22,1 km, 8 Std.
- Hinteres Sonnwendjoch (1986 m), 5 Std.[4]

## Skitouren-Langlauf
- Hauswies-Runde Bayrischzell, 1,6 km, Dauer 0,3 Std.
- Streinalm-Runde Bayrischzell, 5,7 km, Dauer 0,6 Std.
- Kloo-Ascher-Runde Bayrischzell, 9 km, Dauer 1,2 Std.
- Nessler-Runde Bayrischzell, 6,4 km, Dauer 1 Std.
- Ursprungrunde – Loipennetz Bayrischzell, 5,9 km, Dauer 1,5 Std.
- Bayrischzeller Route 36, 36 km, Dauer 4 Std.
- Bayrischzell – Stocker – Bayrischzell, 8,2 km, Dauer 1,2 Std.
- Melkstatt-Runde, 1,8 km, Dauer 20 min.[5]

## Karten
- BY 16 "Mangfallgebirge Ost – Wendelstein, Großer Traithen", mit Wegmarkierung und Skirouten 1:25.000; ISBN 978-3937530222
- BY 13 "Mangfallgebirge Mitte – Spitzingsee, Rotwand". ISBN 978-3937530642
- KOMPASS Wanderkarte Bayrischzell, Schliersee, Fischbachau, Oberaudorf: 3in1 Wanderkarte 1:25.000 mit Aktiv Guide inklusive Karte zur offline Verwendung ... Skitouren, ISBN 978-3990447208